# Franz von Cordon

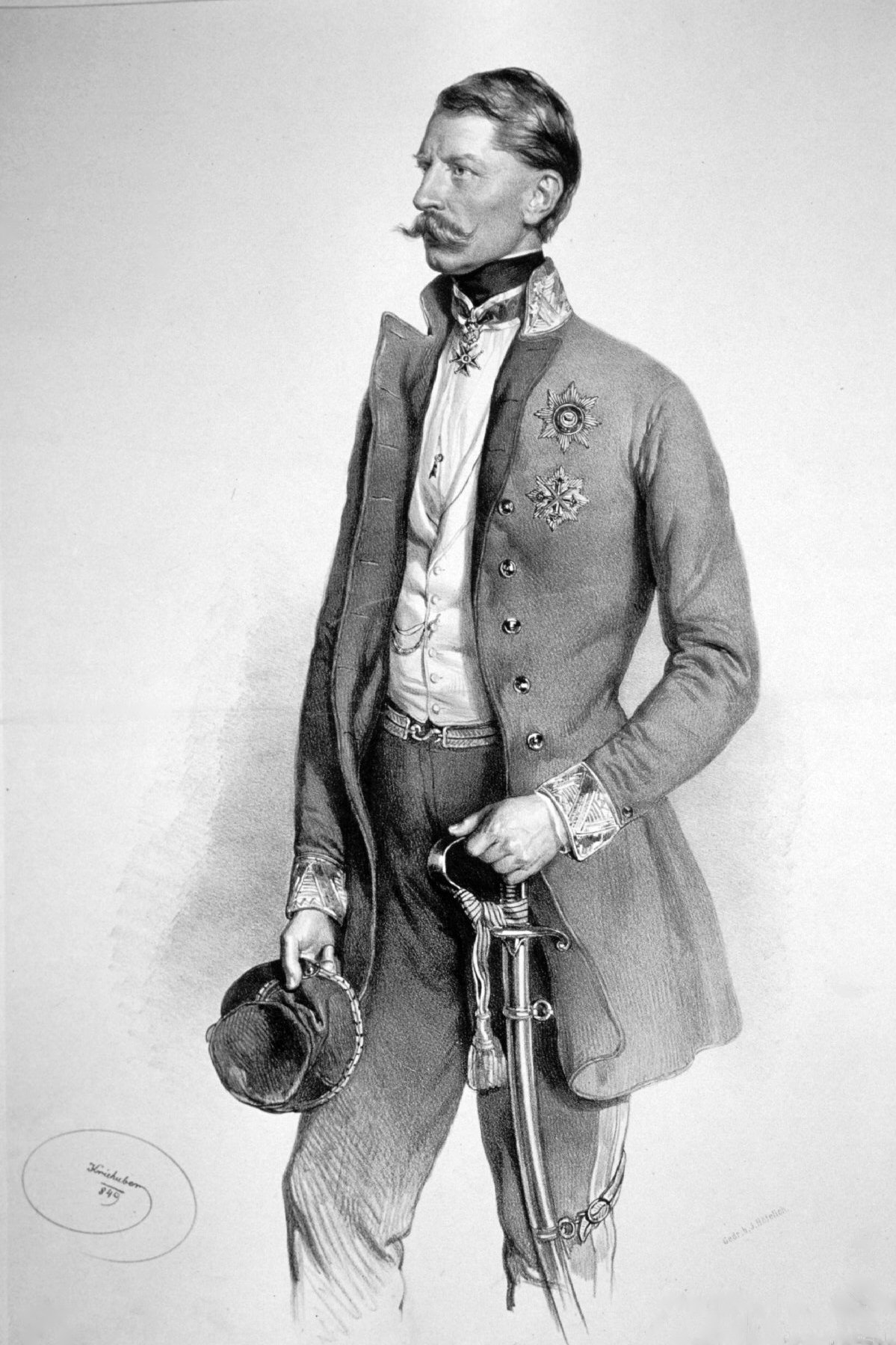
Franz von Cordon, Lithographie von Josef Kriehuber (1849)

Franz Freiherr von Cordon (* 1796 in Wien; † 15. Jänner 1869 ebenda) war ein österreichischer Feldmarschallleutnant und Politiker.

## Leben
1816 trat Franz von Cordon in die K.k. Armee ein. 1831 war er Flügeladjutant von Feldmarschall Josef Wenzel Radetzky von Radetz. Nach Diensten in Böhmen und Italien wurde er 1846 Generalmajor und Brigadier in Wien. Als im März 1848 der Hofkriegsrat aufgelöst worden war, wurde Cordon Sektionschef im Kriegsministerium. Er erhielt nach der Einnahme Wiens am 1. November 1848 nach dem Wiener Oktoberaufstand das Militär-Stadt-Commando. Vom 21. November 1848 bis 2. Juni 1849 war er (während der zu Ende gehenden Revolution 1848/49) österreichischer Kriegsminister im Ministerium Schwarzenberg. Im Amt wurde er zum Feldmarschallleutnant erhoben. Sein Nachfolger als Kriegsminister wurde Ferenc József Gyulay.
Cordon erhielt in der Folge den Orden der Eisernen Krone 1. Klasse und die Geheimratswürde.